# تسلق الصخور

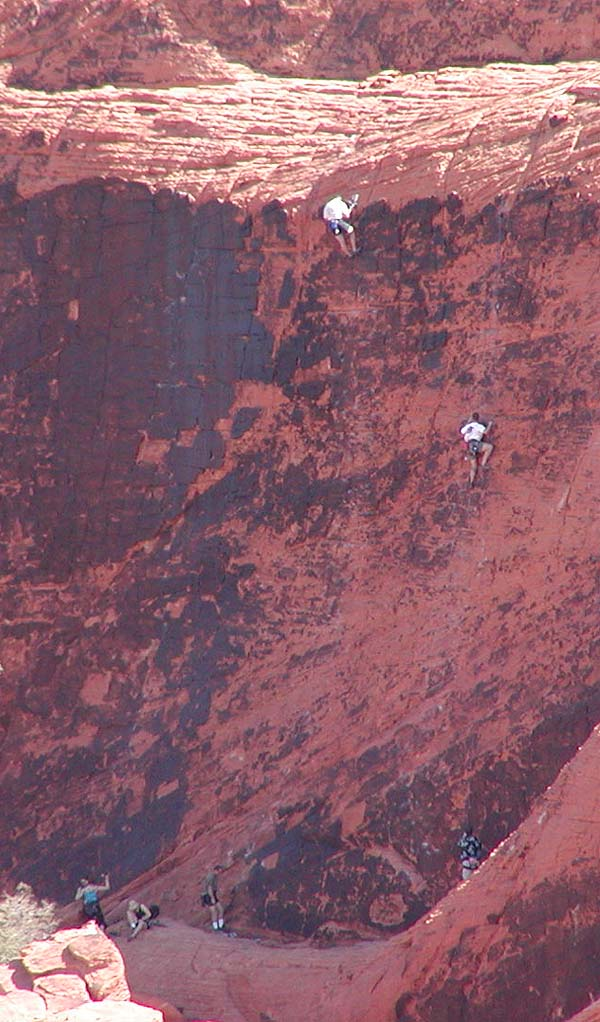

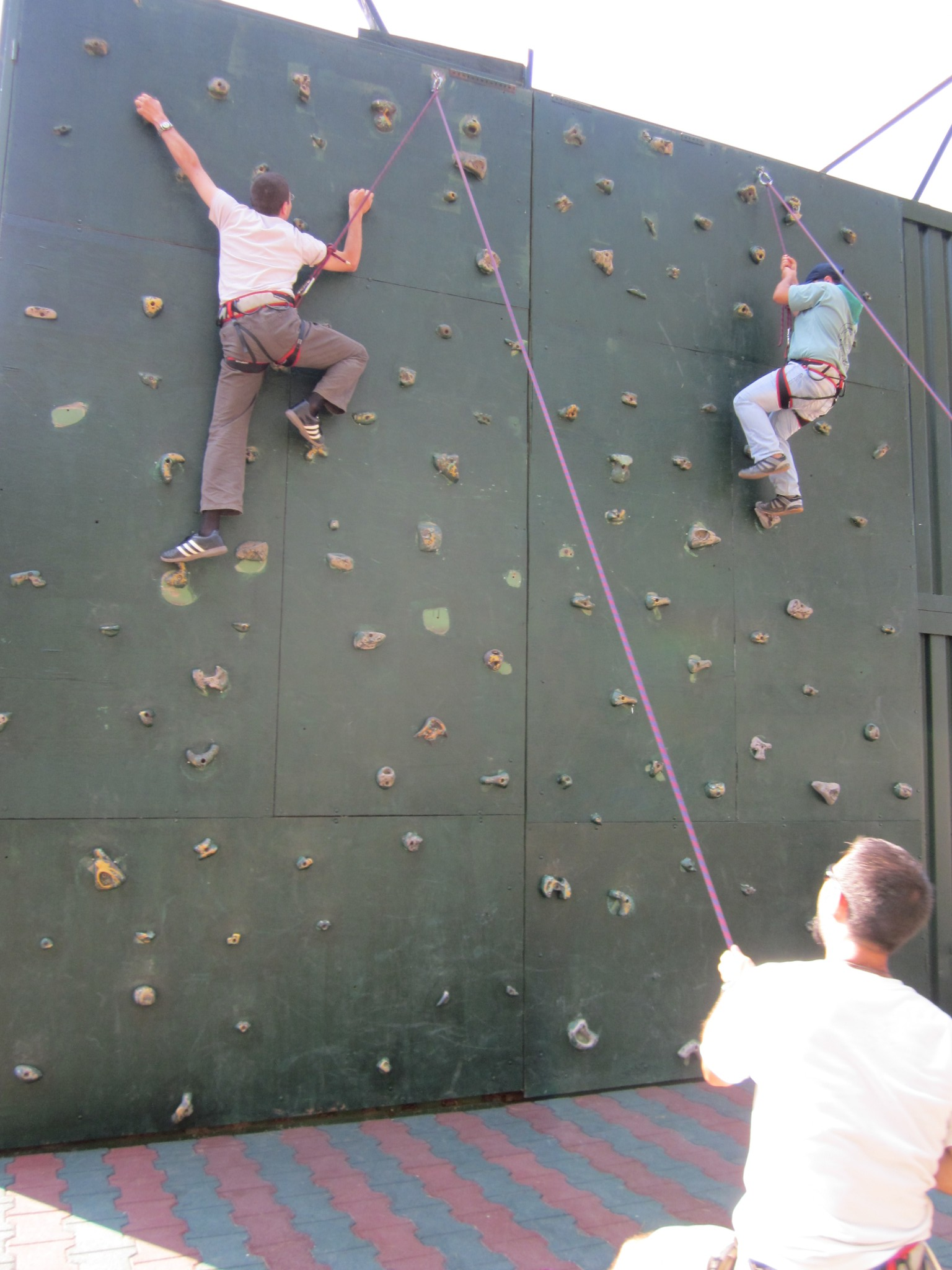
رياضة التسلق

تسلق الصخور ، وبشكل عام، هو فعل الصعود الحاد بتشكيلات صخريه. عادة، المتسلق يستخدم العتاد ومعدات السلامة المصممة خصيصا لهذا الغرض. قوة وقدرة على التحمل، والسيطرة العقليه، فضلا عن خفة الحركة والتوازن، والجهد المطلوب لمواجهات صعبة، وتحديات خطيرة المادية. التسلق يستوجب معرفة تقنيات التسلق وقطعها الأساسية وكيفية استخدامها من العتاد والمعدات حاسمه للغايه.
نبذة عن تسلق الجبال
تسلق الجبال
ترتبط رياضة تسلق الجبال والشغف بارتقاء المرتفعات بحب المغامرة والمخاطرة وعشق الطبيعة. وهي تحتاج إلى لياقة بدنية مرتفعة وقوة احتمال فائقة ومعرفة بتسلق الجبال واستخدام الأدوات المساعدة اللازمة. فتسلق الجبال ليس رياضة عادية بل هو مدرسة يتفوق منها الإنسان على نفسه وعلى الطبيعة وعلى كل أنواع المعطلات من برد أو حر أو شمس حارقة وغيرها من المخاطر. لذا يجب ان يتحلى المتسلق بالصبر وروح التعاون والتضحية والجرأة والإتزان العقلى.

## الأدوات المستخدمة اثناء تسلق الجبال
1. - أدوات عامة:خيمة، موقد صغير، مراتب هوائية، مجرفة، منشار، راديو، خريطة، بوصلة، حزام أمان.
2. -أدوات شخصية(احتياجات المتسلق): يرتدي المتسلق ملابس خاصة بحسب الظروف الجوية وحذاء خاص للتسلق، ويحتاج إلى حبال طويلة متينة خفيفة الوزن،

وحلقة معدنية، وبندقية صغيرة (تسمى الكرابينة)، ومطرقة خاصة وأدوات أخرى بينها أدوات للإسعافات الأولية والمواد اللازمة والضرورية للطعام بحيث توضع في أقل حيز ممكن.
وقد تطورت هذه الأدوات تطوراً كبيراً مذهلاً واستفاد من أفكار متسلقي الجبال رجال الإطفاء والإنقاذ. بدأت هذه الرياضة منذ عام 1854 م وقد تم تسلق جبل إيفرست الذي يبلغ ارتفاعهه 8848 متر لأول مرة في عام 1953 م من قبل المتسلق النيوزيلندي إدموند هيلاري مع المتسلق النيبالي تينسينغ نورغاي.